# Джеймс Гант
Джеймс Саймон Волліс Гант (англ. James Simon Wallis Hunt; 29 серпня 1947 — 15 червня 1993) — британський автогонщик, чемпіон світу з автоперегонів у класі Формула-1 (1976). Після закінчення кар'єри гонщика у 1979 році, Гант став телевізійним коментатором та бізнесменом. Помер у 1993 році в віці 45 років від серцевого нападу.

## Повна таблиця результатів
Жирним шрифтом позначені етапи, на яких гонщик стартував з поулу.
Курсивом позначені етапи, на яких гонщик мав найшвидше коло.
| Рік  | Команда  | 1        | 2        | 3        | 4        | 5        | 6        | 7        | 8        | 9        | 10       | 11       | 12       | 13       | 14       | 15    | 16       | 17    | Місце в чемпіонаті | Очки в чемпіонаті |
| ---- | -------- | -------- | -------- | -------- | -------- | -------- | -------- | -------- | -------- | -------- | -------- | -------- | -------- | -------- | -------- | ----- | -------- | ----- | ------------------ | ----------------- |
| 1973 | Хескет   | АРГ      | БРА      | ПАР      | ІСП      | БЕЛ      | МОН 9    | ШВЕ      | ФРА 6    | ВЕЛ 4    | НІД 3    | НІМ      | АВТ Схід | ІТА НС   | КАН 7    | США 2 |          |       | 8                  | 14                |
| 1974 | Хескет   | АРГ Схід | БРА 9    | ПАР Схід | ІСП 10   | БЕЛ Схід | МОН Схід | ШВР 3    | НІД Схід | ФРА Схід | ВЕЛ Схід | НІМ Схід | АВТ 3    | ІТА Схід | КАН 4    | США 3 |          |       | 8                  | 15                |
| 1975 | Хескет   | АРГ 2    | БРА 6    | ПАР Схід | ІСП Схід | БЕЛ Схід | МОН Схід | ШВР Схід | НІД 1    | ФРА 2    | ВЕЛ 4    | НІМ Схід | АВТ 2    | ІТА 4    | США 5    |       |          |       | 4                  | 33                |
| 1976 | Макларен | БРА Схід | ПАР 2    | США Схід | ІСП 1    | БЕЛ Схід | МОН Схід | ШВР 5    | ФРА 1    | ВЕЛ ДСК  | НІМ 1    | АВТ 4    | НІД 1    | ITA Схід | КАН 1    | США 1 | ЯПО 3    |       | 1                  | 69                |
| 1977 | Макларен | АРГ Схід | БРА 2    | ПАР 4    | США 7    | ІСП Схід | МОН Схід | БЕЛ 7    | ШВР 12   | ФРА 3    | ВЕЛ 1    | НІМ Схід | АВТ Схід | НІД Схід | ITA Схід | США 1 | КАН Схід | ЯПО 1 | 5                  | 40                |
| 1978 | Макларен | АРГ 4    | БРА Схід | ПАР Схід | США Схід | МОН Схід | БЕЛ Схід | ІСП 6    | ШВР 8    | ФРА 3    | ВЕЛ Схід | НІМ ДСК  | АВТ Схід | НІД 10   | ІТА Схід | США 7 | КАН Схід |       | 13                 | 8                 |
| 1979 | Вольф    | АРГ Схід | БРА Схід | ПАР 8    | США Схід | ІСП Схід | КАН Схід | МОН Схід | ФРА      | ВЕЛ      | НІМ      | АВТ      | НІД      | ITA      | КАН      | США   |          |       | НС                 | 0                 |

## В кіно
В 2013 році вийшов фільм «Гонка», в якому описується протистояння Джеймса Ганта та Нікі Лауда. Роль Ганта зіграв австралійський актор Кріс Гемсворт.